# Marita Ballesteros
María de las Mercedes Ballesteros (14 de septiembre de 1950, Buenos Aires, Argentina), más conocida como Marita Ballesteros, es una actriz argentina de cine, teatro y televisión.

## Carrera
Su debut público comenzó en 1977 cuando fue elegida «Mujer Maravilla Argentina» en un concurso que la saltó a la fama. Inició su carrera profesional en la actuación en el medio cinematográfico a fines de los años 1970 en el ciclo Alejandra, mon amour, que fue estrenada también en España. En 1980 fue convocada en Operación Comando, exitosa comedia musical dirigida por Julio Saraceni con Don Pelele. Tras su breve colaboración participó en el programa de TV Aprender a vivir, por el Canal 7 (hoy Televisión Pública Argentina), uno de los primeros a color.
Además participó en una infinidad de ciclos televisivos como Titanes en el ring contraataca, Amar...al salvaje, donde encarnó a Mónica, Solo un hombre, con el galán Carlos Carlín Calvo, El lobo, un dramático romance de Lito de Filippis, Por amor, interpretando a Belén, Manuela, que fue emitida en Italia, Nuevas lunas, del prestigioso director Fernando Ayala, Leandro Leiva, un soñador, con guiones de Alberto Migré entre otras, e incursionó en teatro en obras como Tres hermanas, Las variaciones Goldberg, en el Teatro Municipal General San Martín, Narcisa Garay, mujer para llorar, Enigmas del tiempo, La felicidad, con Gloria Carrá en el Teatro Regina, El reñidero, entre otras.
En 1993 incursionó en El amor tiene cara de mujer, con Thelma Biral interpretando a Laura. Durante un año formó parte del elenco de Muñeca brava, por Telefe, que obtuvo dos premios Martín Fierro en 1999 y en el 2000. Figura de la televisión argentina, en la década del 2000 se la pudo apreciar en múltiples ciclos y films con escaso éxito, pero con valorables actuaciones. Sin embargo, en 2002 fue partícipe de Los simuladores, que tuvo mucha taquilla y obtuvo varios premios conteniendo géneros como la aventura o el misterio.
A mediados de los 2000 y tras dos años de convivencia se casó con el mago y homeópata Julio Laurindo, vestida por el diseñador Jorge Ibáñez en una pequeña ceremonia.
Participó en 13 películas, entre ellas Venido a menos, Sálvese quien pueda, Chorros, Mujeres, Mala época, entre otras. En teatro, junto a Alicia Aller protagonizó Las lágrimas amargas de Petra von Kant, una de sus labores más recordadas. Durante las décadas de los 90 y del 2000 se especializó en televisión, donde ha hecho muchas villanas, mujeres materialistas y calculadoras.
Un ejemplo es; en el 2005 trabajó en Amarte así, una telenovela para la cadena Telemundo pero grabada en Argentina y con un elenco de argentinos y mexicanos, pero en lengua neutra. Allí interpretó a la villana Lucrecia una mujer ambiciosa y fría obsesionada sentimentalmente con su propio yerno que es viudo de su hija.
Hizo una participación en la telenovela Vidas robadas donde interpretó a otra villana, una mujer relacionada con la trata de blancas. Era la madre del personaje de Mónica Antonópulos.
Antagonizó durante un año la exitosa telenovela Valientes junto al villano Arnaldo André, y su rival heroína Betiana Blum; Marcela Kloosterboer su hija en la ficción, y la también villana Eleonora Wexler, donde se puso en la piel de Mona Ortiz Baigorria, una mujer materialista y quejosa con problemas alcohólicos. Que de ser la antagonista de la historia pasó a arrepentirse.
En 2017 tiene una participación destacada en la telenovela "ADDA: Amar después de amar", donde interpreta a Azucena, la protectora de la pesquera que funciona en la ficción y la única que no le tiene miedo a los jefes de la misma.
En teatro interpretó a una mujer infiel en El reñidero, en el Teatro Regio con autoría de Sergio De Cecco.  
También personificó a Irina en "El año de la ilusión", una adaptación de La Gaviota de Chejov de Patricia Suárez, dirigida por Marcelo Moncarz en el Teatro Hasta Trilce.
Sus últimos trabajos en teatro, en el año 2022, fueron Torna Amore, obra  que le valió una nominación a los premios ACE  y Julio Cesar. Esta última obra bajo la dirección de José María Muscari donde interpretó a "Marco Antonio" en una disruptiva adaptación del clásico de Shakespeare, compartiendo elenco con Moria Casán, Alejandra Radano, Mario Alarcón, Mirta Wons, entre otros. 
Durante el año 2023 fue antagonista la telenovela Buenos chicos de Polka donde interpretó a Inés Córdoba, una amargada tía que guardaba un oscuro secreto. Siendo su personaje central en la trama. 

## Cine
| Año  | Título                         | Personaje         | Notas |
| ---- | ------------------------------ | ----------------- | ----- |
| 1980 | Alejandra, mon amour           | Chica             | Cameo |
| 1984 | Venido a menos                 | Mónica            |       |
| 1984 | Sálvese quien pueda            | Rita              |       |
| 1984 | Titanes en el ring contraataca | Soraya / Brigitte |       |
| 1987 | Chorros                        | Graciela          |       |
| 1989 | Mujeres                        | Dalia             |       |
| 1994 | Una sombra ya pronto serás     | Alicia            |       |
| 1998 | Mala época                     | Mamá de Santiago  |       |
| 2000 | El camino                      | Debora            |       |
| 2003 | El fondo del mar               | Mamá de Ana       | Voz   |
| 2008 | Yo soy sola                    | Mamá de Vera      |       |
| 2010 | El perseguidor                 | Lola              |       |
| 2014 | El borde del tiempo            | Nora              |       |
| 2020 | La corazonada                  | Inés Quesada      |       |
| 2023 | Ven a mi casa esta Navidad     | Lidia             |       |

## Televisión
| Año       | Título                             | Personaje                              | Notas                                             |
| --------- | ---------------------------------- | -------------------------------------- | ------------------------------------------------- |
| 1970      | Cuartos en alquiler                | Marianela "Mari"                       | Recurrente                                        |
| 1971      | Al amor incompleto                 | Carina                                 | Elenco secundario                                 |
| 1972      | La gata                            | Mónica Castañeda                       | Elenco secundario                                 |
| 1972      | Historias oscuras                  | Alba                                   | Episodio: "La primera noche"                      |
| 1975      | Sin codigos                        | Marcela Eleazar                        | Elenco secundario                                 |
| 1977      | Dos dias mas                       | Marita                                 | Coprotagonista                                    |
| 1979      | Vida de soldados                   | Laura Oscarsky                         | Coprotagonista                                    |
| 1981      | El Club de 2                       | Varios personajes                      | Varios episodios                                  |
| 1982      | Aprender a vivir                   | Sofía                                  | Protagonista                                      |
| 1982      | Soledad                            | Irene Santibáñez Valdivia de Santillán | Antagonista                                       |
| 1983      | Amar al salvaje                    | Mónica                                 | Elenco secundario                                 |
| 1983      | Mesa de Noticias                   | Marita                                 | Participación                                     |
| 1983      | Ha llegado una intrusa             | Nelida "Nelly" Carbajal                | Antagonista                                       |
| 1984      | Buscavidas                         | Josefina Carbonel                      | Antagonista                                       |
| 1985      | Solo un hombre                     | Rita Márquez                           | Protagonista                                      |
| 1986      | El lobo                            | Roxana                                 | Antagonista                                       |
| 1987      | Por amor                           | Belén                                  | Protagonista                                      |
| 1988      | La sangre de un inocente           | Carla Kleire                           | Antagonista                                       |
| 1989      | Misión comando                     | Juana                                  | Elenco secundario                                 |
| 1989      | La bonita pagina                   | Emilia Ep: Y...                        | Participación                                     |
| 1990      | Estado civil                       | Nancy                                  | Participación                                     |
| 1990      | Amigos son los amigos              | Luciana                                | Recurrente                                        |
| 1991      | Manuela                            | Teresa Salinas                         | Elenco secundario                                 |
| 1992      | Patear el tablero                  | Lorena                                 | Elenco secundario                                 |
| 1992      | Alta comedia                       | Varios personajes                      | Varios episodios                                  |
| 1993      | Mi mujer y tu marido… ¡qué pareja! | Olga                                   | Elenco secundario                                 |
| 1993      | El amor tiene cara de mujer        | Laura                                  | Protagonista                                      |
| 1994-1995 | Nueve lunas                        | Elsa                                   | Participación                                     |
| 1995      | Leandro Leiva, un soñador          | Mercedes Leiva                         | Protagonista                                      |
| 1996-1997 | Como pan caliente                  | Virginia                               | Protagonista                                      |
| 1998      | Muñeca brava                       | Rosario "Rosi" Avelleyra de Albertini  | Recurrente                                        |
| 2000      | Ilusiones compartidas              | Nancy                                  | Elenco secundario                                 |
| 2000      | Tiempo final                       | Violeta                                | Episodio 3: "Venenosos"                           |
| 2001      | Un mundo de sensaciones            | Clara                                  | Participación                                     |
| 2001      | Tiempo final 2                     | Victoria                               | Episodio 28: "Falso cura"                         |
| 2002      | Los simuladores                    | Helena                                 | Episodio 6: "El pequeño problema del gran hombre" |
| 2003      | Malandras                          | Paula                                  | Recurrente                                        |
| 2004      | Los de la esquina                  | Emilia                                 | Elenco secundario                                 |
| 2005      | Amarte así                         | Lucrecia González vda de Villagarcía   | Antagonista                                       |
| 2005      | De gira                            | Marina                                 | Episodio: "Una cena para el olvido"               |
| 2008      | Vidas robadas                      | Helena                                 | Elenco secundario                                 |
| 2008      | Mujeres asesinas 4                 | Rosa                                   | Episodio 7: "Juana, instigadora"                  |
| 2009-2010 | Valientes                          | Mónica "Mona" Ortiz Baigorria          | Antagonista                                       |
| 2012      | Mi amor, mi amor                   | Jorgelina Moreno                       | Elenco secundario                                 |
| 2013      | Historias de corazón               | Susana "Susi"                          | Episodio 17: "Solas, desesperadas y en carrera"   |
| 2013      | Una vida posible                   | Mamá de Carla                          | Especial de Fundación Huésped                     |
| 2014      | La celebración                     | Margarita                              | Episodio 9: "Funeral"                             |
| 2015-2016 | Conflictos modernos                | Silvia                                 | Episodio 7: "Hogar, dulce hogar"                  |
| 2015-2016 | Conflictos modernos                | Liliana                                | Episodio 12: "Un gran favor"                      |
| 2015      | El mal menor                       | Ángela                                 | Episodio 11: "Virginia y David"                   |
| 2017      | Amar después de amar               | Azucena Rojas                          | Elenco secundario                                 |
| 2017-2019 | Kally's Mashup                     | Rosario                                | Recurrente                                        |
| 2018      | Cien días para enamorarse          | Bea Méndez                             | Elenco secundario                                 |
| 2022      | El primero de nosotros             | Adriana                                | Participación                                     |
| 2023-2024 | Buenos chicos                      | Inés Córdoba                           | Antagonista                                       |

## Teatro
- 2002: Rumores
- 2016: Circo casero de los hermanos Suárez
- 2017: Rodajka
- 2021-2022: Torna Amore

## Premios y nominaciones
| Año  | Premio                            | Categoría                                | Trabajo                                     | Resultado |
| ---- | --------------------------------- | ---------------------------------------- | ------------------------------------------- | --------- |
| 1988 | Premios Martín Fierro             | Mejor actriz de reparto en ficción       | La sangre de un inocente                    | Ganadora  |
| 1998 | Premios Festival de Mar del Plata | Mejor actriz de reparto en cine          | Mala época                                  | Nominada  |
| 2016 | Premios Hugo al Teatro Musical    | Mejor actuación femenina en musical      | Pequeño circo casero de los hermanos Suárez | Nominada  |
| 2022 | Premios ACE                       | Actuación femenina en teatro alternativo | Torna amore                                 | Nominada  |